# 大竹まことのただいま!PCランド
『大竹まことのただいま!PCランド』（おおたけまことのただいま ピーシーランド）は、テレビ東京系列局ほかで放送されたバラエティ番組（ゲーム番組）。テレビ東京系列局では1989年4月4日から1992年3月31日まで、毎週火曜 18:00 - 18:30 (JST) に放送。

## 概要
この番組の名目は、筆頭スポンサーであるNECホームエレクトロニクスが当時発売していた家庭用テレビゲーム機・PCエンジンのゲームソフトや関連機器を紹介するというものだが、実態は司会の大竹まことほか出演メンバーによるバラエティパートがメインを占めた一般的なバラエティ番組と化しており、本来メインで行うべきである新作ゲームの紹介などは番組の冒頭と終盤の短時間に行われる程度であった。

## 出演者

### レギュラー出演者
大竹まこと
メインの進行役を務めていた。放送当時、他の番組では「キレ芸キャラ」として共演者や制作関係者からは恐れられていたが、本番組は視聴者層を主に子供を対象としていたことや、視聴者参加型企画として子供が出演するコーナーも存在したこともあったため、番組内ではそのようなキャラは比較的抑えていた。それでもバラエティパートを中心に、しばしば他の出演メンバーへ容赦ない突っ込みを行い、時には暴走キャラにもなっていたこともある。
ゲームの紹介をする番組の司会者とはいえ、ゲームに関しての造詣はあまり深くはなく、新作情報に関してもほとんどコメント等はしなかった。一方で番組放送中にはNECのPCエンジン関連製品のテレビCMや広告にイメージキャラとしても使われていた。
市川かおり
アシスタントを務めていたが、番組中期からは体を張ったアクションをやらされることが多くなりロケ回での出演頻度が高くなっていった。女性ではあるが後述の福田と同じく大竹にはよく弄られていたキャラであり、自身の貧乏生活などもよくをネタにされ、途中からは自身もそれらを自虐ネタとしてよく使うようになっていた。またレギュラー出演は1989年5月2日からである。番組内の企画で、自身のデビュー曲「はにかみ天使」のリバイバルを行いスタジオで熱唱したこともある。
金子恵実
アシスタントとゲームの紹介コーナーでは番組終了まで渡辺とのコンビでナビゲーターも務めた。番組放送開始前にはアイドルデュオの「ポピンズ」として活動していたことから、名目上は番組の華というポジションだった。彼女も大竹に弄られることが多かった。番組途中からはヤンキー風の姐御キャラへとシフトし、番組内の企画で新生ポピンズを結成したり、末期にはソロで新曲や写真集を発表した。レギュラー出演は市川と同じく1989年5月2日からで出演当初は18歳だった。
福田英次
名目上はアシスタントだが、番組内では大竹他に最も弄られていたキャラであり、所謂リアクション芸人的な立ち位置での出演だった。特にバラエティパートでは体を張ったアクションを多々要求され、ロケでも市川と同じく出演頻度が高い。当時の福田は、この番組だけが唯一のレギュラー出演での仕事だったため、番組内ではよくレギュラー降格を匂わせるネタで弄られていた。
番組終了後も様々なテレビ番組に出演をしている。現在はタイムリーオフィスに所属し、芸能活動の傍ら『早慶学院プラスジュニア砂町教室』の教室長を務めている。
渡辺浩弐
ゲーム業界側の事情通として、ゲーム関連情報の解説を一手に担うナビゲーターとして出演。番組中期までボサボサ頭に黒眼鏡で地味な服装という、ステレオタイプなオタクファッションでの出演だったが、番組の企画として断髪式を行い、髪を切ってからは眼鏡も外し、オタクを意識していない出で立ちでの出演となった。
渡辺自身はゲーム関連の解説がメインでの出演であり、タレント業は素人同然だったのだが、徐々に弄られ役としてバラエティーパートへの出演頻度が多くなった。番組中期からは「渡辺になっちゃうぞ〜!」「チャレンジザ・PC」「渡辺浩弐 試練の十番勝負」等の渡辺メインの企画も作られ、取材のロケの回でメインリポーターを務めたり、グッズ紹介の回では進行役を任されたりもした。番組収録中には何度か骨折したことがある。時折下ネタを繰り出して周囲から顰蹙を買うこともあった。

### 放送初期のみの出演者
- 雨宮小夜子（アシスタント 1989年4月4日 - 4月25日）
- 夏田ともみ（アシスタント 1989年4月4日 - 4月25日）
- ウガンダ・トラ
- インドマン（多田野貴裕）

※番組初期に天外魔境の制作現場のリポーターとして出演
アイドルのゲスト
- 西村知美
- 佐野量子
- 伊藤美紀 (女優)

## 主な企画（短命に終わった物も含む）
先取り情報・新作情報
一応の建前上はこれが番組のメインとなるコーナーであり、放映開始から終了まで、毎週番組の終盤にPCエンジンの発売前の新作ゲームを紹介していた。発売日が先のものは先取り情報として2本、発売直前のものを新作情報として1本紹介し、これを渡辺がゲーム画面に合わせて詳細を解説し、金子が感想を述べるというような構成だった。ゲームの紹介後には、発売済のゲームの裏技やスーパーテクニックの紹介もあった。また、PCエンジン系列の新製品の発表直後には、いち早く渡辺がスタジオに現物を持ち込んで紹介したり、ゲームショーやメーカーへの取材リポートなど、雑誌が主な情報源だった当時にTVメディアの速報性というアドバンテージを活かした展開も見られた。
PCエンジン人気ベスト5
渡辺と金子の2人が、PCエンジンのゲームを週間ランキングのベスト5形式で紹介するコーナー。こちらも番組放映初期から終了まで行っていた。初期は上記の新作情報の枠内で行っていたが、途中から番組冒頭へと順番が変更された。放送中期までは視聴者のハガキ投稿による人気投票でベスト5を決めていたが、後期からは毎週決められたテーマやジャンルに沿った人気ランキング形式に変更され、なぜか渡辺がDJ口調でソフト名を述べるなどしていた。1991年秋にコナミがPCエンジンへ参入を発表した際には、視聴者からの問い合わせがあまりに多かったことから、この枠を使って急遽コナミの紹介をしたこともある。
どんなもんだ！
放送後期の1991年ごろから始まった視聴者参加型の人気コーナー。基本は子供が出演で、「どんなチーム（子供の紹介は金子恵実）」と「もんだチーム（子供の紹介は福田英次）」に分かれ、毎週決められたテーマに沿った一芸を自慢して対決する。基本は自分の特技、コレクション、芸などを披露するのだが、別に本人でなくても身内や友人やペットなどが代理で参加でもOKと自由度が高かった。個性的な子供が数多く出演し、出演者にはPCエンジンの新作ソフトセットかPCエンジン本体がプレゼントされた。
街頭エンジン
リポーター役の福田と、TVモニターとPCエンジンを背負ったADと2人で街中へと繰り出し、道行く人にその場でPCエンジンのゲームを即興でプレイしてもらうという、番組初期の頃に行っていた街頭ロケのコーナー。毎回普段ゲームをしていないような層をターゲットに、福田がプレイの感想を聞いたり、初心者らしい拙いプレイに突っ込みを入れるなど、プレイ中に見せる様々なリアクションを映していた。形式としてはラーマ奥様インタビューをモチーフにしていたと思われる。北海道ロケ時は市川もコーナーに加わりリポーターを務めた。
渡辺になっちゃうぞ〜!
オタク系やサブカル系の趣味を視聴者がスタジオで披露するという中期の頃にやっていたコーナー。主に視聴者所有の珍品コレクション系のお宝紹介が多かった。
チャレンジザ・PC
放送中期に行われていたコーナーで、ゲーム業界人の渡辺がゲーム素人の視聴者と対戦するというものだった。毎回渡辺が負けるのがお約束だったが、この結果にいつの間にか「渡辺が素人に挑戦」とコーナー名が変わった。
大竹まことのアイドル花の診断室
新人アイドル、またはデビュー前のアイドルを、医師に扮した大竹（ドクター大竹）と、ナースに扮した市川や金子が芸能界の適性を診断するという、不定期コーナー。出演のアイドルの顔を小型のCCDカメラでのぞき込むように映したり、キス顔などを要求するなど、ややアブノーマルな路線だった。
マイナースポーツ紹介
放映当時、日本国内では誰も知らないようなマイナースポーツを、福田がマイナースポーツ評論家と称して取り上げていたコーナー。ロケで取材に行ったり、スタジオにゲストで呼んでルールや発祥などを説明してもらい、紹介後には出演メンバーがそのスポーツに挑戦して体験するという流れだった。取り上げられたマイナースポーツは、カバディ、コーフボール、セパタクロー、アルティメット、スーパーフットボール他など多数あり、中々の人気コーナーだったようである。また、現在でこそメジャーとなったカーリングもこのコーナーで紹介されていた。
尚、このコーナーに限らないが、毎回必ずその道の第一人者とされる講師をゲストに呼ぶのが恒例であり、番組後期になると大竹に「この番組は第一人者が多い」と突っ込まれていた。
市川かおり 金子恵実 “密告”情報コーナー
放映中期に番組のエンディング前にやっていた、視聴者からの投稿ハガキを紹介するコーナー。元は市川や金子のプライベートの姿を目撃した視聴者の報告を紹介したことから始まった。その後は他のメンバーに関する報告なども加わったり、番組の感想・質問・要望、視聴者の近況、ネタの投稿など幅が広がっていった。
中には1人で一度に84枚も投稿してくる者や、インスタント食品の蓋や葉っぱに住所を書いて投稿してくる者など、徐々に受け狙いのエスカレートした投稿が多くなり、最終的には何でもありのコーナーと化した。一旦終了したが番組終盤に復活。
その他
番組初期には、時折ゲスト局員という設定で当時のアイドルがメインゲストで呼ばれていた。コーナーを含めて最後まで番組収録に参加し、エンディングでは自身の曲を歌ったりもしていた。また、ゲームメーカーの広報がバラエティーパートの企画に参加し、自社のPCエンジンのソフトを紹介するという単発企画もあった。

## エピソード
- 「指での段ボール突き破り」に大竹のマネージャーが挑戦したが、突き立てた指が人体学上曲がり得ない方向に曲がってしまった。
- 大竹のバラエティパートでの出演メンバーへの突っ込みはお約束だったが、突っ込みが激しすぎると稀に出演メンバーから自身のプライベートネタを持ち出されて反撃されることもあった。
- 渡辺浩弐がブーメランを投げたところ、戻って来たのを受け損ねて顔を負傷した。渡辺は中国拳法の企画で肋骨を折っている。
- 番組中期までの渡辺のオタクファッションは、あれは番組上の演出を意図したものだったと、番組終了後に雑誌上で語っている[どこ?]。
- 水性の絵具を食パンに塗布して食べる小学生が出演した。「甘い味がする」との言葉を受け、他の出演者たちも食べてみると次々と「甘い」と言葉を漏らした。絵具メーカーによると有毒の絵具もあるとのことであり、番組で紹介する時を最後にという約束で実践したという。
- 牛乳瓶の蓋を集めている小学生が登場し、彼が数千枚所持するコレクションの中から自慢の「印刷がズレているエラーの蓋」を見せたところ、大竹はそれをあっさりと数千枚の中へと投げ込んだ。
- 料理に挑戦する回では、市川や金子がタマネギのみじん切りでモタついてるのを見かねた大竹が、自分で包丁を持ち、手早くみじん切りをこなし華麗な包丁捌きを披露。その際に市川には過去のヒモ時代の遍歴を突っ込まれ、大竹も「ヒモの生活は大変なんだからそれで」と返し、料理中には「オレは昔テレビの料理番組で食ってたこともあるんだ」と過去を振り返っていた。
- 金子自身はポピンズ時代に、雑誌のゲーム特集記事へ出演していたり[2]、イマジニアのファミコン用ソフト『聖剣サイコカリバー』でイメージキャラとして主題歌を歌っていたり、ゲーム内にも妖精キャラとして出演しており、ゲーム業界とは少なからず縁があった。
- サーカスの技に挑戦する企画で、金子が道化師の衣装のまま逆立ちしようとした際、上着がめくれてしまいブラジャーが見えてしまったが、オンエア上ではカットされた。
- 出演者全員で水鉄砲で遊ぶという企画の中で、白い服を着ていた金子のブラジャーが透けてしまった。こちらはカット無し。
- チャレンジザ・PCで視聴者に負け続けた渡辺は、業界人の職権で発売前にゲームを入手し、事前に特訓を積んで挑んだこともあったが結局敗北した（大竹や福田から「外道」と呼ばれた）。
- 番組最後の視聴者からのおはがき紹介コーナーに、「いかに変なものを郵便として送ることが出来るか」という趣旨で送られた郵便物が届いたことがある。かつおだしの素の箱をハガキ大に切り取ったものや、干したスルメイカなどが紹介された。
- 福田は番組開始当初、収録の前日に台本を一生懸命読み込み、事前に出演者と読み合わせをしないととても番組収録には参加できなかったが、出演回数と経験を重ねるにつれ、最終的には台本を読まなくても収録をこなせるくらいにまで成長した。尚、こういった台本の読み合わせには大竹はまったく参加しておらず、最終回には「大竹さんを見てて台本は読まなくてもいいかなと」本人は語っている。大竹にも「あの頃と比べると福田も成長してるよな」と評されていた。
- 最高視聴率は公称で9パーセント。その週ではテレビ東京でも最高視聴率をマークした。大竹自身も最終回にこの番組は「決して視聴率が悪くて終わるわけではない」とコメントしていた。3年間という放送期間は、テレビ東京系列の火曜18時台前半でレギュラー放送された番組としては、『BLEACH』[3]に次ぐ長期放送である。
- 番組終了から約20年後、文化放送の『大竹まこと ゴールデンラジオ!』で高橋名人がゲストに呼ばれた際には、大竹は本番組の収録時の様子を振り返っている。当時の大竹は渡辺が何をやっている人物かを知らずに共演しており、高橋名人から渡辺の当時の本業のGTV関連の話を聞いて初めて知ったという。また、後に『進め!電波少年』等の人気番組を手がける、本番組のディレクターだった〆谷浩斗は酷いサディストで、体を張ったリアクション芸の多かったPCランドはそんな流れの中での収録だったとも振り返っていた。
- 福田と市川は、ロケ回の時には最初は手ぶらで収録に向かっていたが、途中から〆谷が担当の回には事前にシャンプーとお風呂セットと着替えは必需品だったと最終回に語っている。

## スタッフ
- 構成 わぐりたかし
  - 前期：朝和眠、小林哲也
  - 末期：望月敏
- TD：三上知足
- CAM：大武茂
- 音声：細田和明（TAMCO）
- 技術：ACT（現:テクノマックス）、照明技術（現:テレビ東京アート）
- 編集：芝公園スタジオ
- 音響効果：大庭弘之（NOISE）
- スタイリスト：阿部（旧姓:石田）万由利
- メイク：西島容子
- 企画協力：エポニーアイズ
- 協力：トマホーク
- ディレクター：浅井敏春、堀脇慎志郎、〆谷浩斗、高瀬克
- プロデューサー：平隆夫（テレビ東京）→ 中村豊志（テレビ東京）、藤田貴己（G・カンパニー）
- 製作：テレビ東京、G・カンパニー

## ネット局
- テレビ東京（制作局）：火曜 18:00 - 18:30
- テレビ北海道：火曜 18:00 - 18:30（1989年10月開局から）[4]
- 青森テレビ：金曜 16:00 - 16:30[5][6]
- 岩手放送：月曜 16:07 - 16:35（1990年11月時点）[5] → 月曜 16:55 - 17:25（1991年11月時点）[6]
- 秋田放送：月曜 17:00 - 17:30[7]
- 東日本放送：木曜 17:00 - 17:30[8]
- 山形放送：金曜 17:00 - 17:26[9]（1990年3月まで）→テレビユー山形：日曜 7:00 - 7:30[10]
- 福島テレビ：日曜 7:30 - 8:00[11]
- テレビ新潟：日曜 6:15 - 6:45[12]
- 長野放送：金曜 16:30 - 17:00[13]
- テレビ山梨：日曜 7:00 - 7:30[14] → 木曜 16:25 - 16:55[15]
- 静岡第一テレビ：木曜（水曜深夜）1:15 - 1:45[14]
- 富山テレビ：火曜 16:25 - 16:55[16]（1992年4月3日の最終回のみ金曜 16:25 - 16:55[17]）
- 北陸放送：日曜 7:00 - 7:30（1990年11月時点）[18] → 日曜 6:00 - 6:30（1992年4月5日まで放送）[19]
- 福井テレビ：火曜 16:30 - 17:00[16]→火曜 16:25 - 16:55（1992年4月7日最終回時点）[20]
- テレビ愛知：火曜 18:00 - 18:30
- 岐阜放送：木曜 19:30 - 20:00[21]
- テレビ大阪：火曜 18:00 - 18:30
- 山陰放送：月曜 17:25 - 17:55[22]
- テレビせとうち：火曜 18:00 - 18:30
- 広島ホームテレビ：時差ネット→テレビ新広島：水曜 16:30 - 17:00[23]（1990年から）
- テレビ高知：火曜 16:30 - 17:00[24]
- 九州朝日放送：時差ネット（1990年3月まで）[25]→TXN九州（現・TVQ九州放送）：火曜 18:00 - 18:30（1991年4月開局から）
- サガテレビ：水曜 16:30 - 17:00[26]
- 長崎放送：土曜 16:25 - 16:55[27]
- テレビ熊本：日曜 6:45 - 7:15[26]
- テレビ宮崎：日曜 6:15 - 6:45[28]
- 琉球放送：日曜 7:00 - 7:30（1990年11月時点）[29] → 金曜 17:30 - 18:00（1991年11月時点）[30]